# João Martins Pereira
João Manuel Midosi Bahuto Pereira da Silva Martins Pereira (Lisboa, Belém, 24 de Novembro de 1932 — Lisboa, 13 de Novembro de 2008) foi um engenheiro industrial, economista, jornalista, ensaísta e político português.
Entre Março e Agosto de 1975 foi secretário de Estado da Indústria e Tecnologia do IV Governo Provisório, presidido por Vasco Gonçalves, no ministério da Indústria e Tecnologia, tutelado por João Cravinho, e foi o autor da nacionalização das grandes empresas industriais: siderurgia, cimentos, estaleiros navais, química pesada, petroquímica e celuloses.
Fez parte da redacção da revista Seara Nova, foi fundador e colaborador da segunda série da revista O Tempo e o Modo, coordenador da secção de Economia da revista Vida Mundial, director interino do semanário Gazeta da Semana e director da Gazeta do Mês. Também colaborou na revista Arte Opinião  (1978-1982).
Foi autor de inúmeros ensaios e artigos de opinião e de vários livros na área da economia industrial e da história da indústria e do capitalismo em Portugal. Entre as suas obras, destaca-se: À esquerda do possível (1993), com João Paulo Cotrim e Francisco Louçã, 'O socialismo, a transição e o caso português, Indústria, ideologia e quotidiano e Para a História da indústria em Portugal (2005).

## Biografia

### Primeiros anos
Filho de Flávio Martins Pereira e de sua mulher Carlota do Rosário Midosi Bahuto Pereira da Silva, de ascendência Italiana.
Quando tem um ano de idade, a sua família muda-se para Algés, onde viverá até aos sete anos. Em 1939 mudam-se para Lisboa, para uma casa na Av. 5 de Outubro, que ocupará até 1966.
De 1939 a 1942 faz a instrução primária em casa, com uma professora particular, juntamente com a irmã. É nesta altura que começa a escrever e a fazer livros e jornais ilustrados (Rim-tim-tim, O Tareco, Tiro-liro).
Em 1942 é admitido no Colégio Académico, mas é obrigado a interromper as aulas por doença e a fazer um ano de repouso. São deste período a 2ª série do Tiro-Liro, o jornal Júpiter e o começo do seu interesse pelas notícias, que não o abandonará ao longo da vida. Entre 1944 e 1949 frequenta o Colégio Valsassina, onde completa o curso liceal.

### Vida estudantil
Em 1950 entra para o Instituto Superior Técnico (IST) da Universidade Técnica de Lisboa (UTL), onde frequenta o curso de Engenharia Químico-Industrial.
É durante estes anos que descobre Jean-Paul Sartre, que se tornará uma referência central no seu pensamento. Falará dessa época no seu livro "No reino dos falsos avestruzes" (1983): 
"Eu fiz 20 anos em 1952. Não crente já então, se é que o fui alguma vez, eu era a ignorância do mundo, das coisas, das pessoas. Estudava engenharia, afincadamente. Mas desencantadamente. Punham-se-me as questões metafísicas (e físicas) do costume, as ditas «próprias da idade», e outras menos próprias. No meio disto, apenas duas armas, que já deviam vir, como hoje se diz, no meu «código genético»: uma enorme curiosidade, uma visceral propensão para o «não-alinhamento». Debicava sem nexo, como qualquer galináceo, nos grãos que, ao acaso das circunstâncias, me vinham cair no minúsculo pedaço em que me movia: livros, filmes (cine-clubes), associação de estudantes, pouco mais. E sem nexo continuei, anos fora, até que, já nem sei como, dei comigo embrenhado no mundo sartriano."
É no IST que conhece João Cravinho, três anos mais novo, com quem manterá uma relação de amizade ao longo da vida. Cravinho descrevê-lo-á como "um participante destacado nas actividades associativas", "um interventor selectivo com particular queda para ajudar a pensar e a resolver os problemas de fundo com que a Associação se debatia", possuidor de "uma cabeça bem arrumada, uma grande bagagem intelectual, uma lógica de intervenção coerentemente sustentada", "muito exigente para consigo próprio" e ressalta "o rigor do seu espírito aberto ao aprofundamento sistemático de uma síntese de saberes"
Entre 1954 e 1956 integra a Direcção da Associação dos Estudantes do Instituto Superior Técnico (AEIST), a convite de José Manuel Prostes da Fonseca, tendo participado nas lutas estudantis contra o Decreto 40.900 (que retirava poderes às Associações de Estudantes) e na criação da RIA (Reunião Inter-Associações). Colabora até 1958 no Boletim da AEIST.
Em 1955, nas férias entre o 5º e o 6º ano do IST, faz um estágio numa empresa siderúrgica francesa, em Longwy. No regresso a Portugal, de comboio, é detido pela PIDE na fronteira de Vilar Formoso. É possível que a polícia política do Estado Novo tenha suspeitado de que Martins Pereira, dirigente estudantil, tinha ido participar num congresso realizado em Varsóvia em Agosto, o 5º Festival Mundial da Juventude e dos Estudantes, que reuniu 30.000 jovens de 114 países. As suas malas são revistadas e são encontrados prospectos em russo. É detido no Aljube até serem traduzidos os prospectos, que se vem a constatar serem provenientes do pavilhão da União Soviética numa feira industrial que se tinha realizado em Julho desse ano em Estocolmo.
Em 1956 licencia-se em Engenharia Químico-Industrial, com a média final de 17 valores.

### Serviço militar
É incorporado na tropa em Setembro de 1956, no R.A.C. (Regimento de Artilharia de Costa), em Oeiras, para fazer o Curso de Oficiais Milicianos. Findo o curso, em que ficou em primeiro lugar, e após a promoção a Aspirante a Oficial Miliciano, é colocado na Bateria de Alcabideche, onde se manteve até meados de Fevereiro de 1958. É durante o serviço militar que conhece o artista plástico José Escada, de quem se tornará amigo.

### Actividade profissional
Em Fevereiro de 1958 começa a trabalhar na CUF (Companhia União Fabril), no Barreiro, na Divisão de Metais Não-Ferrosos, onde participa no arranque de uma unidade de silicato de sódio. A sua entrada faz-se por convite da empresa, que tradicionalmente convidava para integrar os seus quadros os melhores alunos do curso de Química.
Em Agosto de 1958 é contratado pela Siderurgia Nacional por um período de quatro anos. As peripécias da sua transferência da CUF de Jorge de Mello para a Siderurgia Nacional de António Champalimaud são contadas pelo próprio num relato pessoal que ilustra a relação então existente entre os dois grupos industriais rivais.
Os dois primeiros anos de trabalho na Siderurgia Nacional são passados em estágios em siderurgias no estrangeiro: 16 meses na Alemanha (Hattingen, Dortmund), cinco meses na Áustria (Donawitz, Linz). É na Alemanha, segundo conta, que descobre o que é a esquerda e a direita, graças a leituras de revistas francesas como L'Express, o France Observateur (mais tarde rebaptizado Le Nouvel Observateur), Les Temps Modernes e à discussão que tem lugar nas suas páginas sobre a Guerra da Argélia.
Quando regressa a Portugal, em 1960, é nomeado engenheiro-chefe da aciaria, no Seixal, e encarregado de preparar o arranque da unidade, incluindo o recrutamento e treino do pessoal, a aquisição de materiais e a organização interna.
Em Agosto de 1962 deixa a Siderurgia Nacional e aceita um convite para ir dirigir uma fábrica de vidro impresso e garrafaria na Venezuela: o Centro Vidriero de Venezuela, em Guarenas, propriedade de Carlos Galo, um industrial vidreiro da Marinha Grande. Ficará aí apenas um ano, o suficiente para poupar o dinheiro que lhe permitirá ir estudar Sociologia e Economia para Paris.
Em 1963 vai estudar para Paris, no Institut des Sciences Sociales du Travail, onde obtém os certificados de Sociologia do Trabalho, Economia do Trabalho e Problemas do Trabalho em Países em Vias de Desenvolvimento. Entre os professores que recorda dessa época conta-se Alain Touraine, Michel Rocard e André Philip.